# Darko Perić
Darko Perić (Kladovo, 25 maart 1977) is een Servisch acteur. Hij is vooral bekend van zijn rol als Helsinki in de populaire Netflix-serie La casa de papel.

## Levensloop
Perić toonde zijn interesse in het acteren al op heel jonge leeftijd. Op zijn zesde werd hij op een podium uitgenodigd door een Cubaanse zanger om Guantanamera te zingen. Sindsdien deed hij op school in elk toneel mee.
Hij droomde ervan om in Zagreb animatie te studeren, maar door de start van de Joegoslavische oorlogen in 1991 werd die droom een halt toegeroepen. Zijn ouders wilden dat hij dokter zou worden. Daarom ging hij naar Boekarest om diergeneeskunde te studeren. Daar had hij vrienden in een filmschool. Hij combineerde zijn studies met acteren in kortfilms.
In 1994 verhuisde hij naar Timișoara, waar hij zijn studies verderzette. Hij speelde daar ook theater. Na zes jaar studeerde hij af als dierenarts. Tijdens zijn verblijf daar, zong hij in bands en organiseerde hij evenementen in het lokaal cultureel centrum. Zo ontmoette hij internationale artiesten. Dat inspireerde hem om naar Berlijn te verhuizen. Hij acteerde verder in kortfilms tot in 2004. Daarna besloot hij om naar Barcelona te gaan en daar te blijven wonen.
Perić had zijn eerste grote rol in Crematorio op Canal+ in 2010. In 2015 speelde hij in A Perfect Day. In 2016 acteerde hij de rol van Oso, een Oekraïense gangster, in Sea of Plastic. In 2017 werd hij gecast om Helsinki te spelen in La casa de papel.

## Filmografie
| Jaar            | Titel                    | Personage               | Zender             |
| --------------- | ------------------------ | ----------------------- | ------------------ |
| 2008            | 13 anys i un dia         |                         | TV3                |
| 2008            | El cor de la ciutat      | Home Vicky 1            | TV3                |
| 2011            | Crematorio               |                         | Canal+             |
| 2012            | Kubala, Moreno i Manchón |                         | TV3                |
| 2014            | Aída                     |                         | Telecinco          |
| 2014            | La que se avecina        | Segurata discoteca      | Telecinco          |
| 2014 - 2015     | B&b, de boca en boca     | Serbio                  | Telecinco          |
| 2015            | Águila Roja              |                         | TVE                |
| 2016            | Buscando el norte        |                         | Antena 3           |
| 2016            | Mar de plástico          | Oso                     | Antena 3           |
| 2017            | El crac                  |                         | TV3                |
| 2017            | Sé quién eres            | Preso cantina           | Telecinco          |
| 2017 - presente | La casa de papel         | Midko Dragic "Helsinki" | Antena 3 / Netflix |
| 2018            | La verdad                | Mijael Varanov          | Telecinco          |
| 2020            | Vallero!                 | Sue Savage              |                    |